# Salonta
Salonta (în maghiară Nagyszalonta, Szalonta, în germană Großsalontha) este un municipiu în județul Bihor, Crișana, România. Se află în sud-vestul județului Bihor, lângă frontiera cu Ungaria.

## Geografie
Municipiul Salonta este situat în partea de vest a României, în sud-vestul județului Bihor, la 39 km de Municipiul Oradea (reședința de județ), pe drumul E 671 și la 14 km de punctul de trecere a frontierei spre Ungaria Salonta - Micherechi (Méhkerék - pe ungurește).
Cu o suprafață de 170,04 km², Salonta este al doilea oraș ca suprafață din județul Bihor, după Oradea.
Municipiul se întinde în Câmpia Salontei, străbătut de pârâul Culișer. Deține resurse de apă termală neexploatate.

## Istorie
Municipiul Salonta, al doilea ca număr de locuitori din județul Bihor după municipiul Oradea, este așezat în extremitatea vestică a țării, lângă granița cu Ungaria. Condițiile naturale specifice zonei de câmpie au favorizat existența așezărilor omenești din cele mai vechi timpuri. Prima atestare documentară a localității Salonta datează din anul 1332 când, într-un act papal, așezarea este numită "socerdas de Ville Zalantha". Ulterior, numele localității a suferit mai multe modificări pentru ca, în anul 1587, să se ajungă la forma "Szalonta".
Etimologic, denumirea este probabil înrudită cu cea a altor localități românești (cu denumiri de origine slavă) precum Slatina, Zlatna sau Slănic, a căror semnificație în limba română este "Sărata." Poate fi de asemenea derivată din maghiarul "szalonna" ("slănină"), un termen cu aceeași semnificație etimologică, iar în context regional - denumirea a două sate învecinate este probabil legată de tipul de animale crescute în regiune: Mădăras, de la maghiarul "madár" ("pasăre"), iar Tulca de la maghiarul "tulok" ("boi") - poate face referire la numeroșii crescători de porci din perimetrul său.
Până în secolul XVI, Salonta aparținea familiei nobiliare Toldi și nu are mare importanță în zonă, mai ales datorită situării în vecinătatea Cetății Culișer, puternic centru politico-economic și care în secolul XII a fost ridicată la rangul de oraș. În această perioadă satul Salonta cuprindea aproximativ 50 de case așezate între mlaștini și stuf având circa 250-300 de locuitori.
Turcii distrug în 1598 atât Cetatea Culișer cât și vatra veche a Salontei. Cetatea nu va fi repopulată dar, după o scurtă perioadă, Salonta se reface. Acest fapt se datorează întoarcerii unei părți din populația refugiată. În plus, din ordinul principelui Ardealului, Bocskai István, trei sute de oșteni liberi ce aveau ca sarcină apărarea ținuturilor de margine împotriva turcilor se așază aici. În aceeași perioadă se ridică turnul de pază din centrul așezării, cunoscut azi ca "Turnul Ciunt". El servea ca post de observare. Oștenii Salontei au primit importante suprafețe de pământ și se bucurau de privilegii care mai târziu au fost sporite prin acordarea titlurilor nobiliare.
Privilegiile și libertățile acordate locuitorilor au determinat creșterea numerică a populației orașului și transformarea lui într-un puternic centru economic, mai ales în urma dreptului de a organiza târguri.

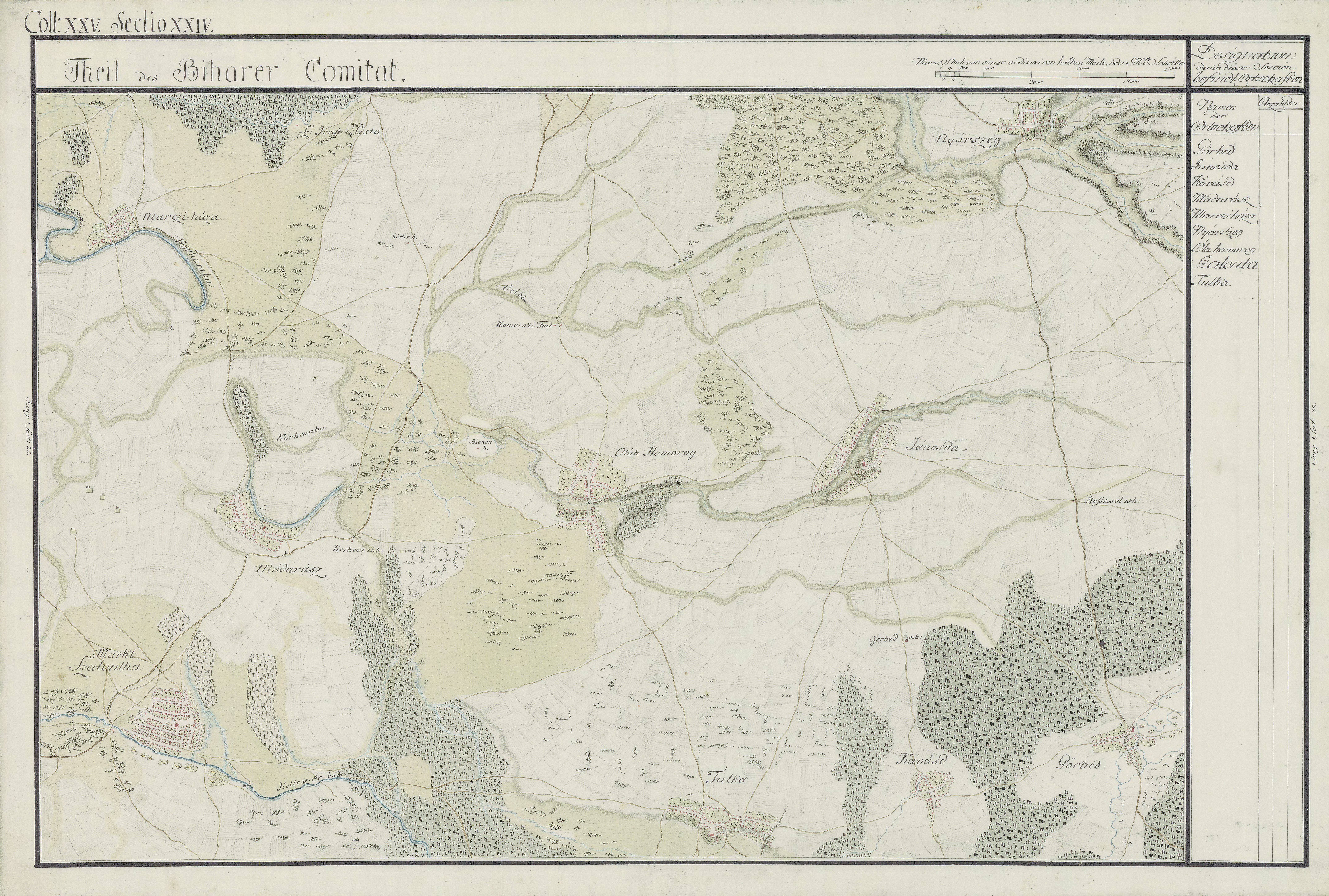
Salonta în Harta Iosefină a Comitatului Bihor, 1782-85

Deoarece orașul se afla la extremitatea principatului Transilvaniei și în vecinătatea teritoriilor stăpânite de turci, în Târgul Salontei se întâlneau negustorii veniți din Transilvania cu cei din zona de ocupație otomană. Schimbul intens de mărfuri determina dezvoltarea rapidă a așezării și apariția micii industrii: argăsitul pieilor, opincăritul, cizmăritul, blănăritul, țesătoria, fierăritul. Bunurile produse satisfac necesitățile locale și se desfac și în târgurile estice și sudice din Tinca, Beiuș, Ineu, Chișineu Criș și în târgurile din zona de ocupație otomană, la Gyula si Orosháza.
Împăratul Leopold întărește privilegiile locuitorilor Salontei dar în 1700 Curtea Imperială renunță la serviciile militare ale oștenilor liberi si anulează privilegiile acestora. Acest fapt duce la disensiuni între locuitorii Salontei și familia nobiliară Eszterházy, proces ce se va încheia în anul revoluționar 1848.
În timpul Revoluției de la 1848, poetul Arany János (1817 - 1882) se distinge prin activitatea sa. Versurile sale oglindesc participarea poetului la evenimente.
După o scurtă perioadă de libertate, teritoriul Salontei este reintegrat în Imperiul Habsburgic sub un regim absolutist. La începutul secolului XIX, meșteșugarii se organizează în bresle. Prima breaslă, cea a cizmarilor, se înființează în anul 1820, iar cea a tăbăcarilor în 1836. În 1872, meseriașii, cu excepția cizmarilor constituie Uniunea Mixtă a Meseriașilor. La sfârșitul secolului XIX, în evidența meseriașilor figurează aproape 500 de meșteri cu brevete de funcționare.
La cumpăna dintre secolele XIX și XX ținutul se dezvoltă intens. În această perioadă încep lucrările de desecare a mlaștinilor, construirea liniei ferate și apar primele instituții cu caracter capitalist în industrie și comerț. De asemenea, se înregistrează un puternic aflux al populației rurale spre oraș. Mișcarea popoarelor europene pentru autodeterminare ce urmează Primului Război Mondial duce la destrămarea Imperiului Habsburgic și constituirea statelor naționale. În noile condiții, Salonta marchează unul din punctele de graniță dintre România si Ungaria.
Dezvoltarea industriei orașului se accentuează după 1948 prin înființarea unor noi unități economice. Salonta devine astfel un oraș cu o economie industrial-agrară în continuă dezvoltare. Industria alimentară, industria textilelor, a confecțiilor, a pielăriei, a blănăriei și a încălțămintei precum și prelucrarea lemnului sunt ramuri industriale cu vechi tradiții în zonă. În prezent, 65% din producția totală a orașului o constituie industria alimentară. Alături de acestea a apărut și s-a dezvoltat industria constructoare de mașini.

## Demografie
Componența etnică a municipiului Salonta
     Maghiari (53,11%)
     Români (36,06%)
     Romi (1,92%)
     Alte etnii (0,54%)
     Necunoscută (8,37%)
Componența confesională a municipiului Salonta
     Reformați (44,91%)
     Ortodocși (33,16%)
     Romano-catolici (6,34%)
     Baptiști (3,2%)
     Penticostali (1,17%)
     Alte religii (2,13%)
     Necunoscută (9,07%)
Conform recensământului efectuat în 2021, populația municipiului Salonta se ridică la 15.792 de locuitori, în scădere față de recensământul anterior din 2011, când fuseseră înregistrați 17.735 de locuitori. Majoritatea locuitorilor sunt maghiari (53,11%), cu minorități de români (36,06%) și romi (1,92%), iar pentru 8,37% nu se cunoaște apartenența etnică. Din punct de vedere confesional, cei mai mulți locuitori sunt reformați (44,91%), cu minorități de ortodocși (33,16%), romano-catolici (6,34%), baptiști (3,2%) și penticostali (1,17%), iar pentru 9,07% nu se cunoaște apartenența confesională.
0500010.00015.00020.00025.00019121948196619922011populațiePopulația istorică din Salonta
Date: Recensăminte sau birourile de statistică - grafică realizată de Wikipedia

## Economie
În timpurile comuniste, Salonta era renumită datorită numeroaselor fabrici, cum ar fi: Fabrica de mezeluri Salonta, Metalul Salonta, Mobila Salonta, Abatorul, etc. Actualmente, multe dintre ele sunt în pragul falimentului - sau chiar au falimentat. Cea mai renumită fabrică, cunoscută la nivel național, era „Principal SA” în cadrul căreia se fabricau Salamul de Sibiu și încă 11 sortimente de salamuri uscate. La finalul anilor 2000 aceasta a intrat in faliment.
În a doua jumătate a anilor 2000 începe dezvoltarea unor ramuri industriale noi pentru orașul Salonta: construcții de mașini (prin compania americana Arvin-Meritor, devenită ulterior Inteva), injecție de mase plastice (Jasz Plast devenită ulterior DeLonghi, Plastec Reinert). Alte companii importante: Ada (fabrica de mobila), VPK si Corex (carton) etc.
Industria alimentară este cea mai dezvoltată în Salonta. Dintre obiectivele din aceasta industrie se menționează brutăria Vespan, care produce "pâinea de CAP", un produs de panificație atestat tradițional.
În centrul Salontei își au sediul numeroase supermarketuri și bănci.

## Educație, cultură și sport
În cadrul orașului funcționează câteva grădinițe, școli primare și trei Licee: Liceul Teoretic "Arany János", Colegiul Național "Teodor Neș" și Grupul Școlar Agricol. În cadrul colegiului se predă în limba română și maghiară. Acesta are o revistă proprie care apare o dată pe semestru.
Salonta are de asemenea Clubul Copiilor în cadrul căruia funcționează mai multe cercuri: aeromodelism, țesătorie, desen și altele. Acesta dă rezultate anual la diferite concursuri naționale și internaționale.
De asemenea mai există și o Casă de Cultură unde au loc diferite spectacole și piese de teatru.
La capitolul "Recorduri mondiale" orașul se poate mândri cu cel mai mare recipient (având volumul de 5400 litri până la revărsare) în care s-a preparat cel mai mare volum de gulaș (bograci) din lume. Acum, recipientul este expus la un motel la 3 kilometri de oraș, în comuna Mădăras, înspre Oradea.
C.S.S. SALONTA prin secția de baschet condusa de Profesor-Antrenor Simina Vlad este singura disciplina sportiva de echipa si olimpica care produce rezultate in ultimii ani printre care se numără: 2 medalii de argint la Olimpiadele naționale (2018-2019), prezenta la turneul final F.R.B.(FEDERATIA ROMANA DE BASCHET) U14(2019), jucătoare la lotul național al României, LOCUL 1 la turneul U14 F.I.B.A 3X3 desfășurat la Oradea 2017.
Clubul Sportiv Tengo Salonta, condus de Vasile SOREAN, a câștigat în anul 2017 Cupa Mondială a Cluburilor la Futnet.

## Obiective turistice

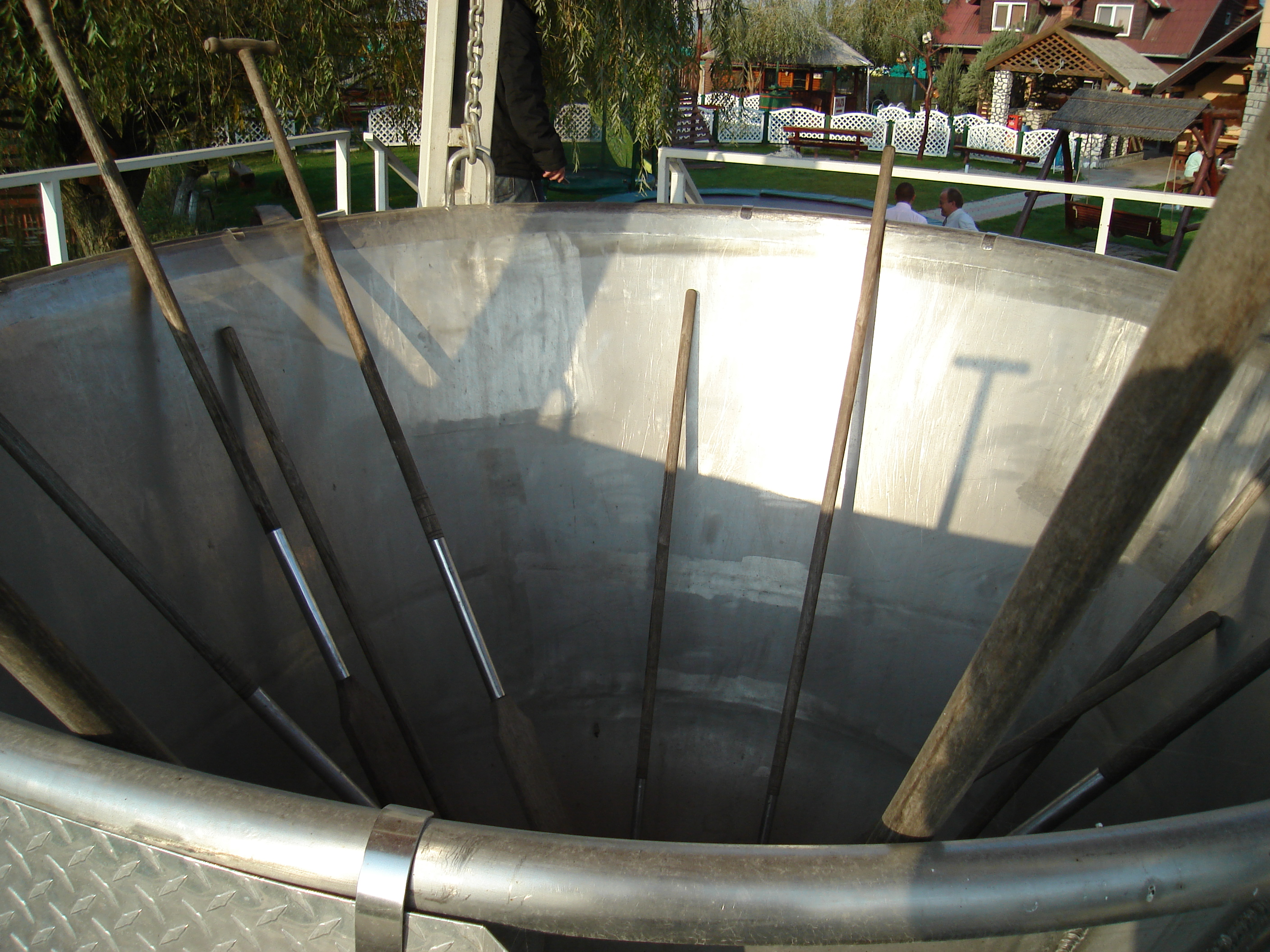
Ceaunul record

Simbolul municipiului Salonta este Turnul Ciunt, care este parte a cetății de odinioară. Construcția a fost restaurată și găzduiește primul muzeu literar din România, Muzeul Memorial Arany Janos. De asemenea, în cartierul Avram Iancu, la 28 octombrie 2007 s-a inaugurat Muzeul Țăranului Român, o casă țărănească din zona Buduresei care sugerează rădăcinile locuitorilor acelui cartier. Lângă turn se află Palatul "Arany" care adăpostește Biblioteca orășenească "Teodor Neș" și o galerie de artă.
Călătorul aflat în Salonta se poate opri în casele ce au aparținut poeților Arany János, Sinka István și Zilahy Lajos, poate depune o floare la statuile acestora sau a revoluționarului pașoptist Kossuth Lajos.
În parcul din centrul orașului pot fi admirate numeroase statui. De asemenea clădirea Primăriei, bisericile urbei, Consulatul slovac și hotelul de lângă consulat sunt de asemenea clădiri deosebite.

## Cartiere
Cartierele Salontei sunt următoarele: Centru, Cartierul Avram Iancu, Cartierul Gară, Gacso, Fuveskert, Moară.

### Centrul Salontei
În centrul Salontei își au sediul numeroase bănci, sediul Primăriei, Poliției, Pompierilor și a altor instituții publice sau private, trei școli, 4 grădinițe, sediile partidelor. Tot aici sunt prezente câteva supermarketuri, multe magazine cu diverse produse, câteva restaurante și baruri. Aici se află și Turnul Ciunt.
Tot aici se află și cel mai mare parc al orașului, împânzit cu multe statui, bănci și arteziene ornamentale. Aici se mai află și Casa de Cultură în cadrul căreia au loc diferite spectacole și teatre. Toate bisericile orașului se află în centru.
Sunt prezente numeroase blocuri și case mai vechi.

### Cartierul Gară
Cartierul Gară din Salonta conține gara orașului, alături de numeroase blocuri și baruri. Aici se află și un parc în care de obicei se amenajează anual sau mai des un circ sau alte lucruri destinate divertismentului.

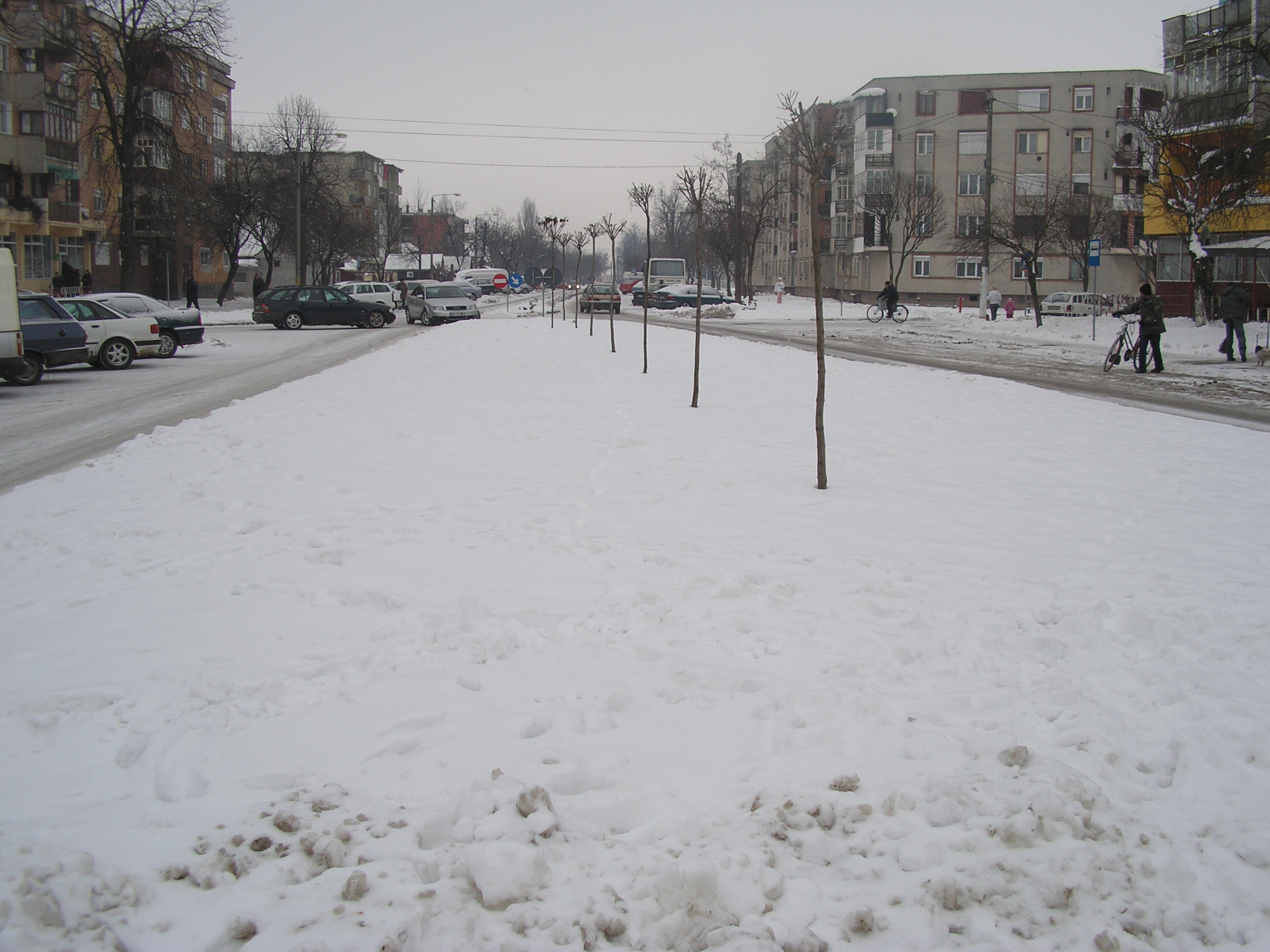
Zona gării

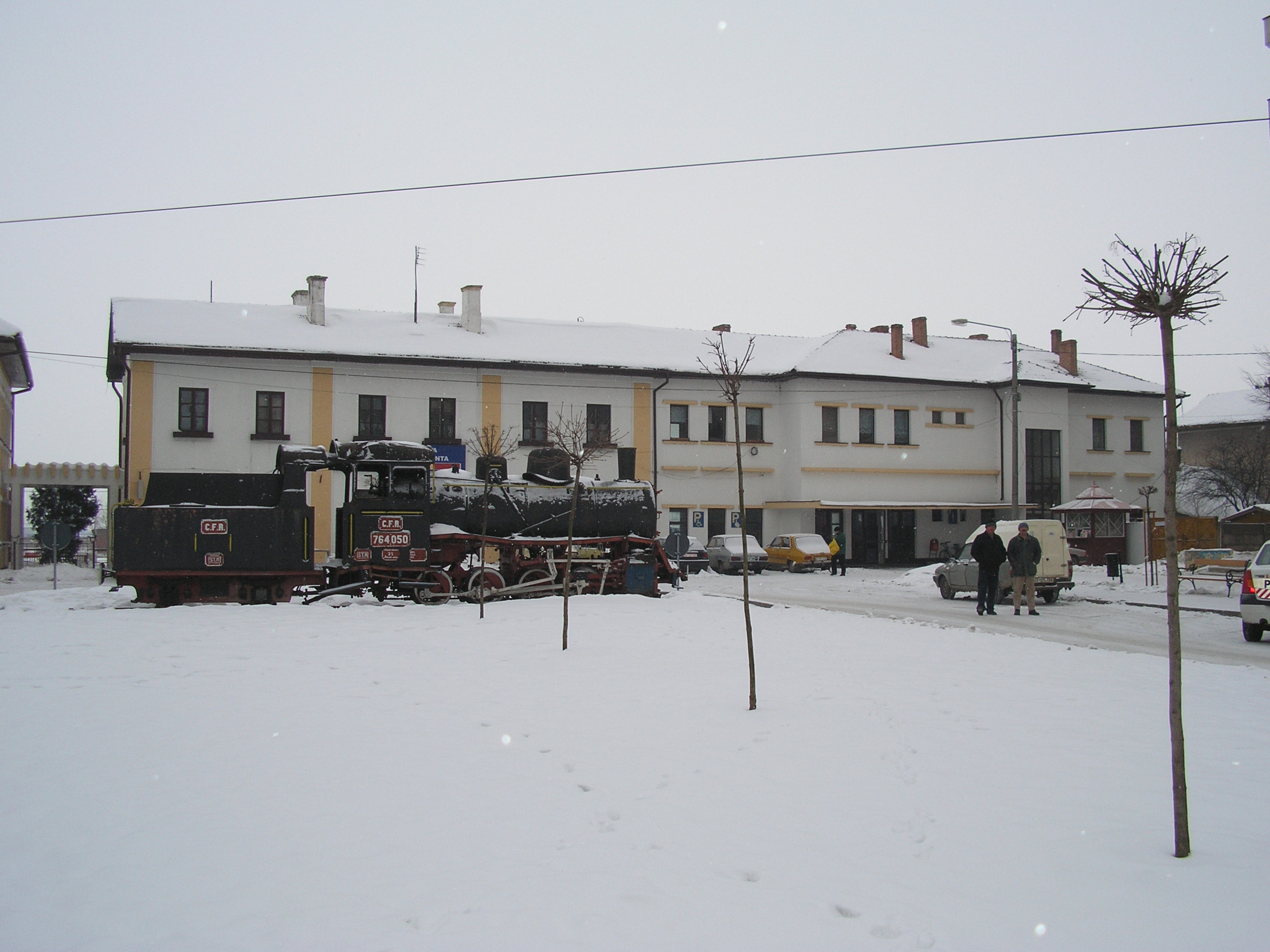
Locomotiva cu abur din fața gării din Salonta

### Cartierul Avram Iancu
Cartierul Avram Iancu din Salonta s-a format prin anii 1930-1940. Mulți săteni din Budureasa și împrejurimi au primit holde (terenuri) în această zonă și astfel s-au stabilit aici.

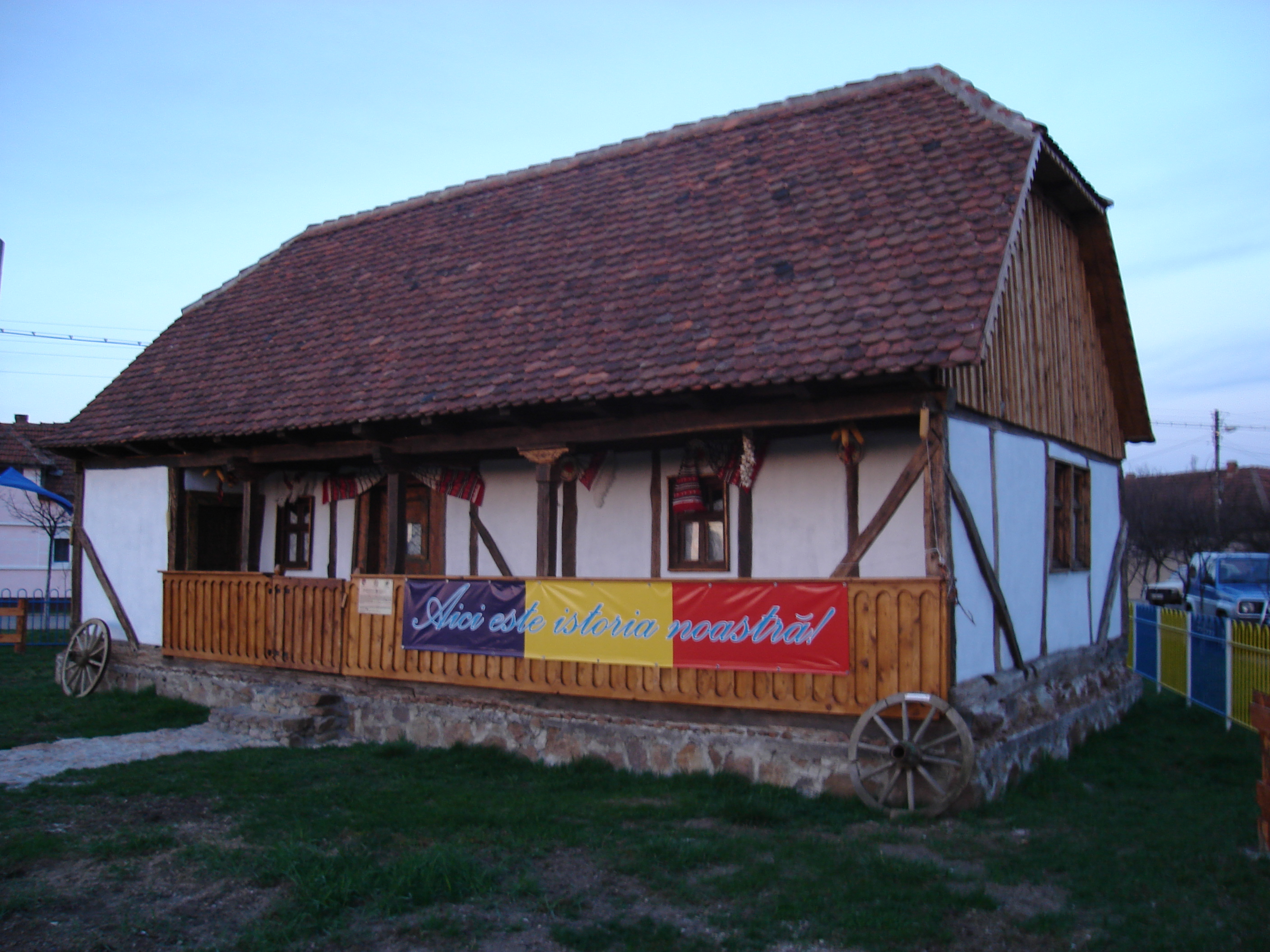
Muzeul Țăranului român

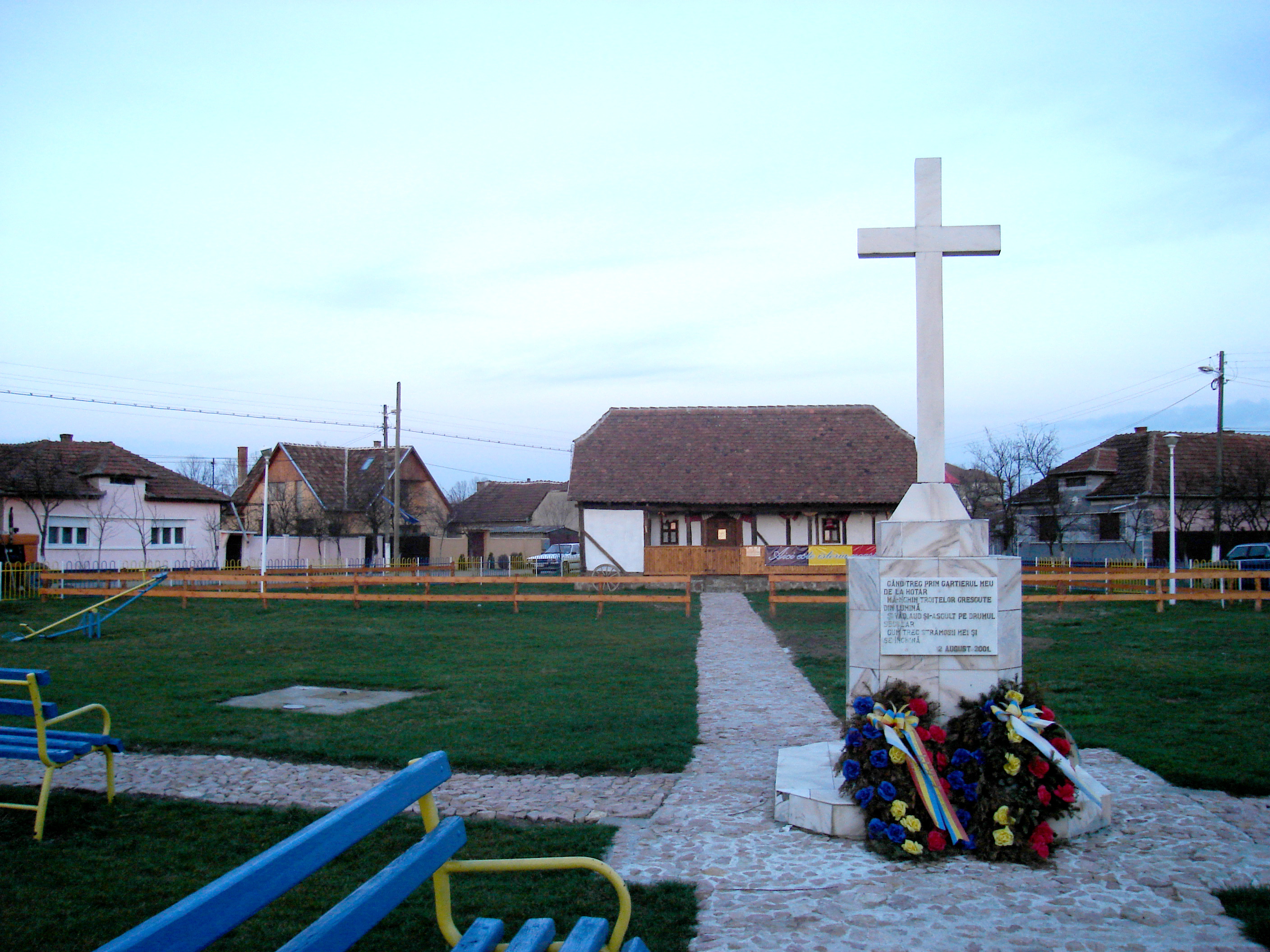
Muzeul Țăranului român și troița

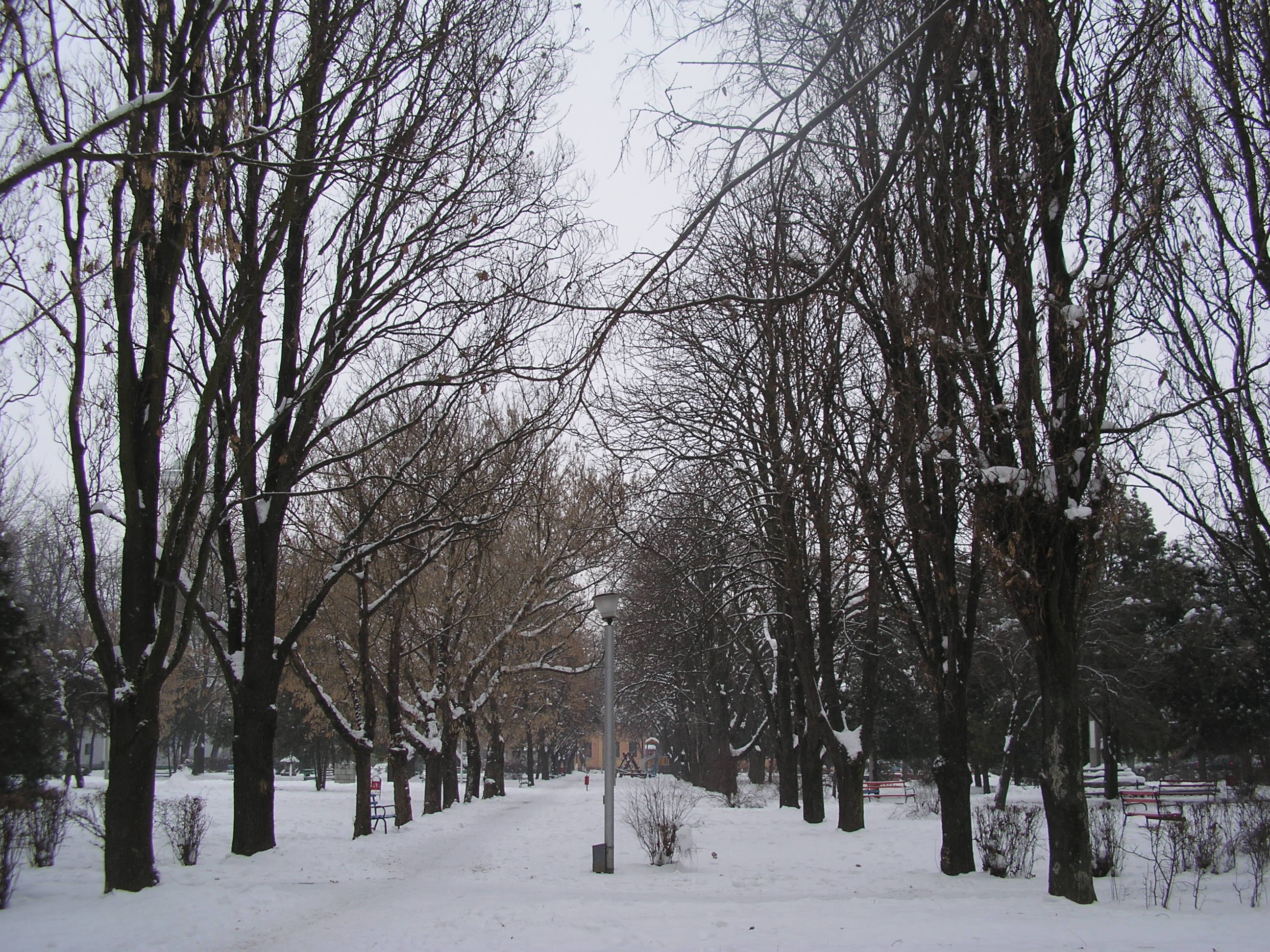
Alee din parcul din centru
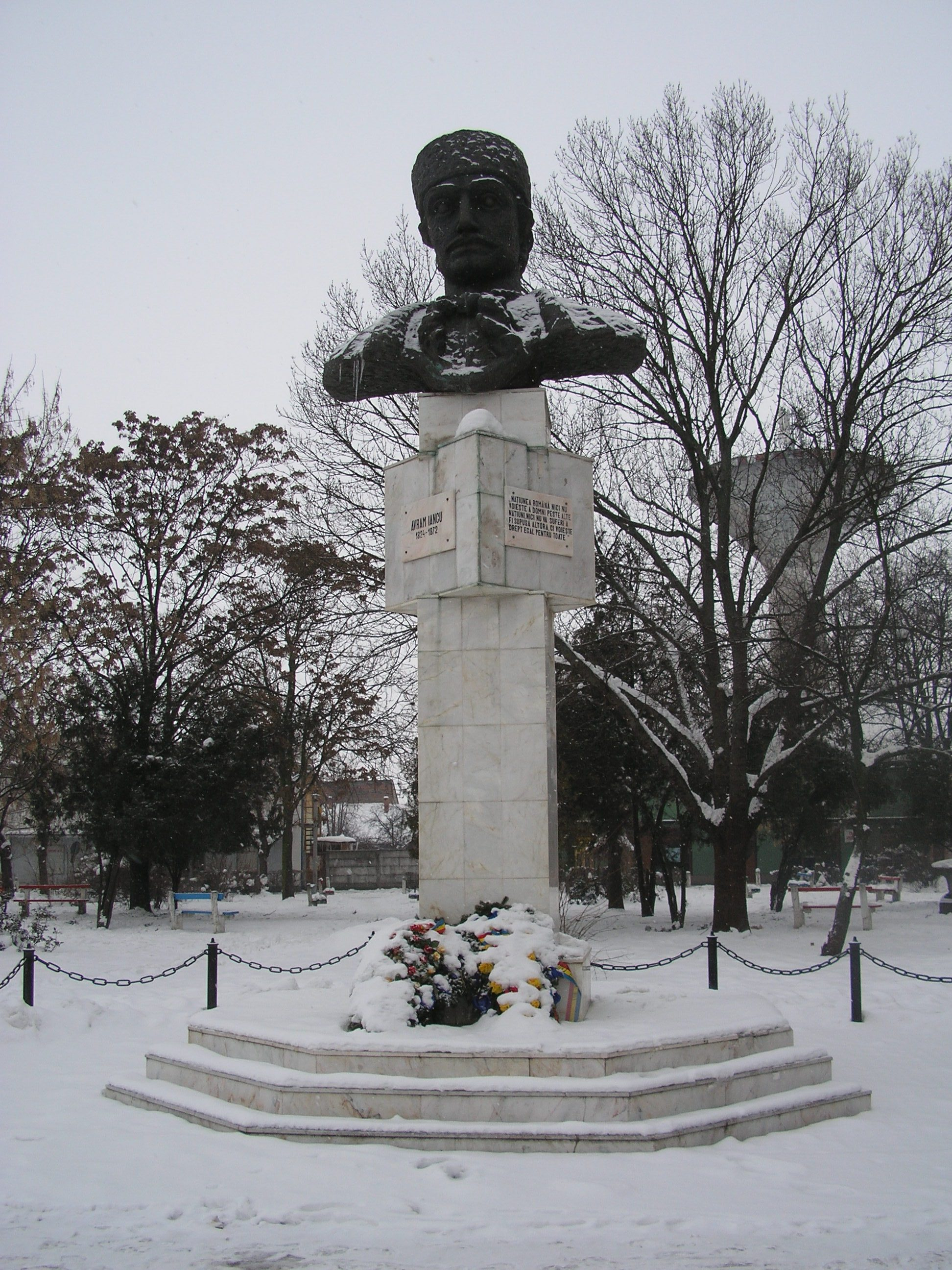
Statuia lui Avram Iancu din centrul orașului
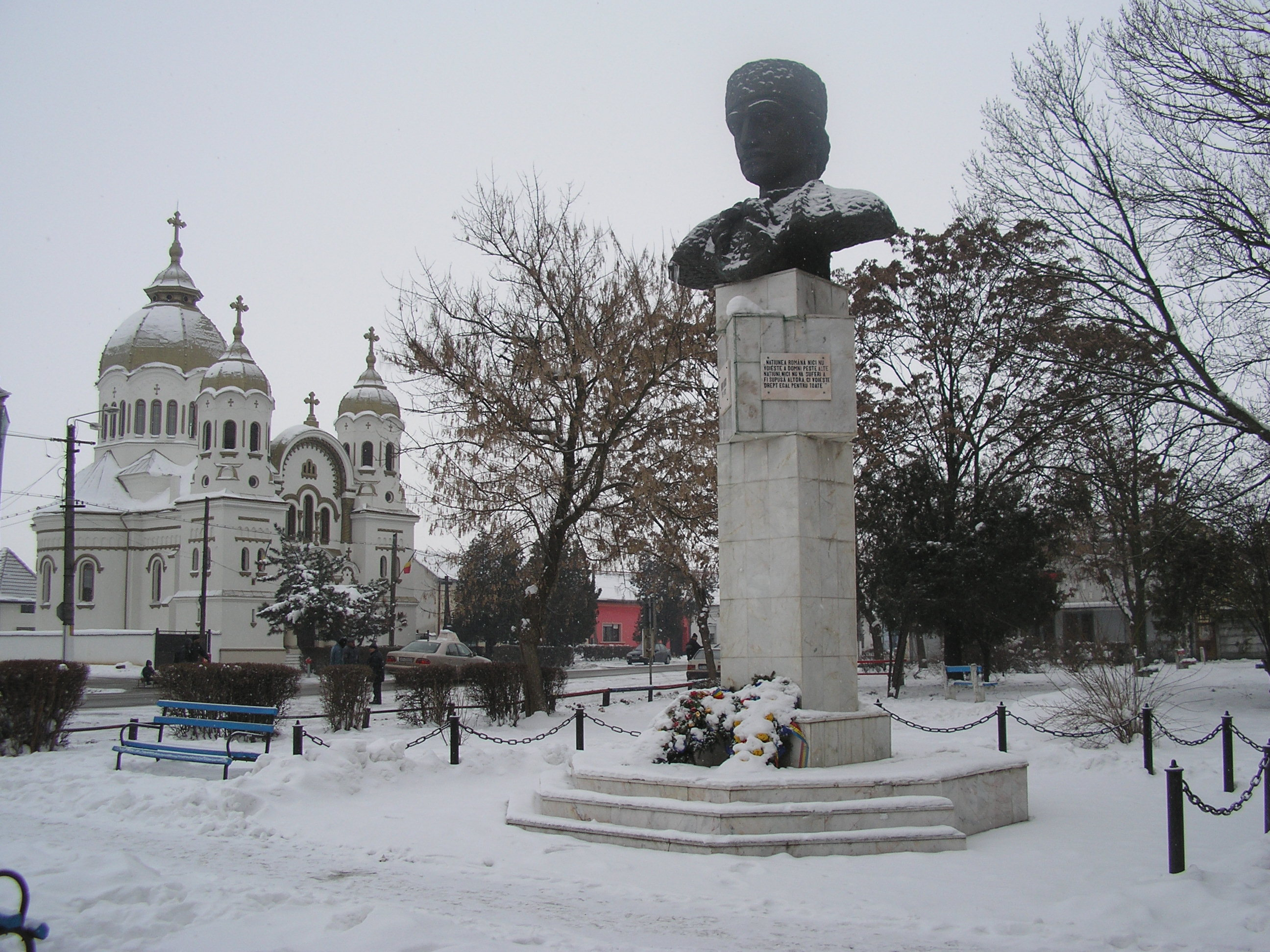
Statuia lui Avram Iancu din parcul din centru și Biserica Ortodoxă cu hramul "Înălțarea Domnului" în fundal
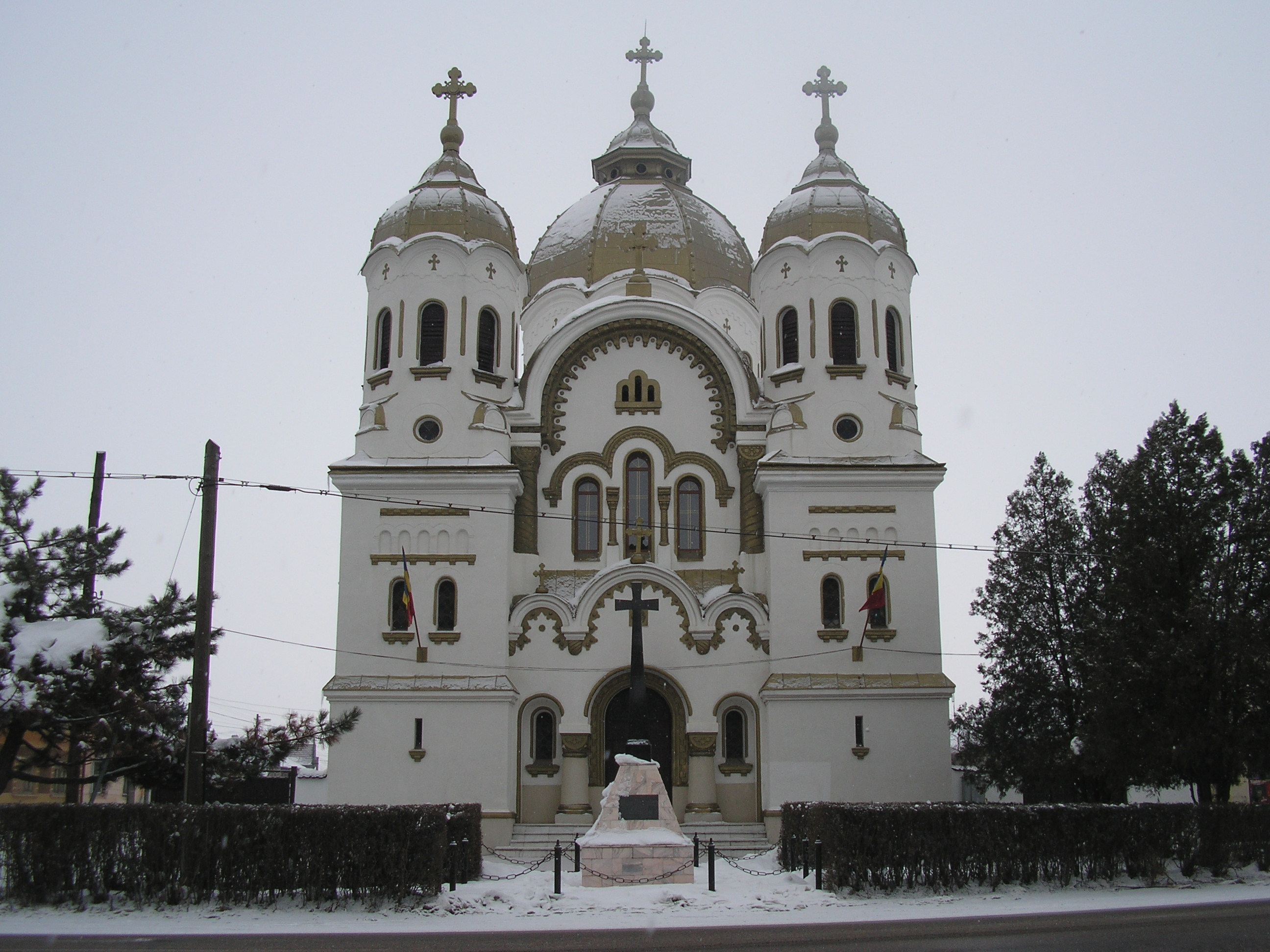
Biserica Ortodoxă cu hramul "Înălțarea Domnului"
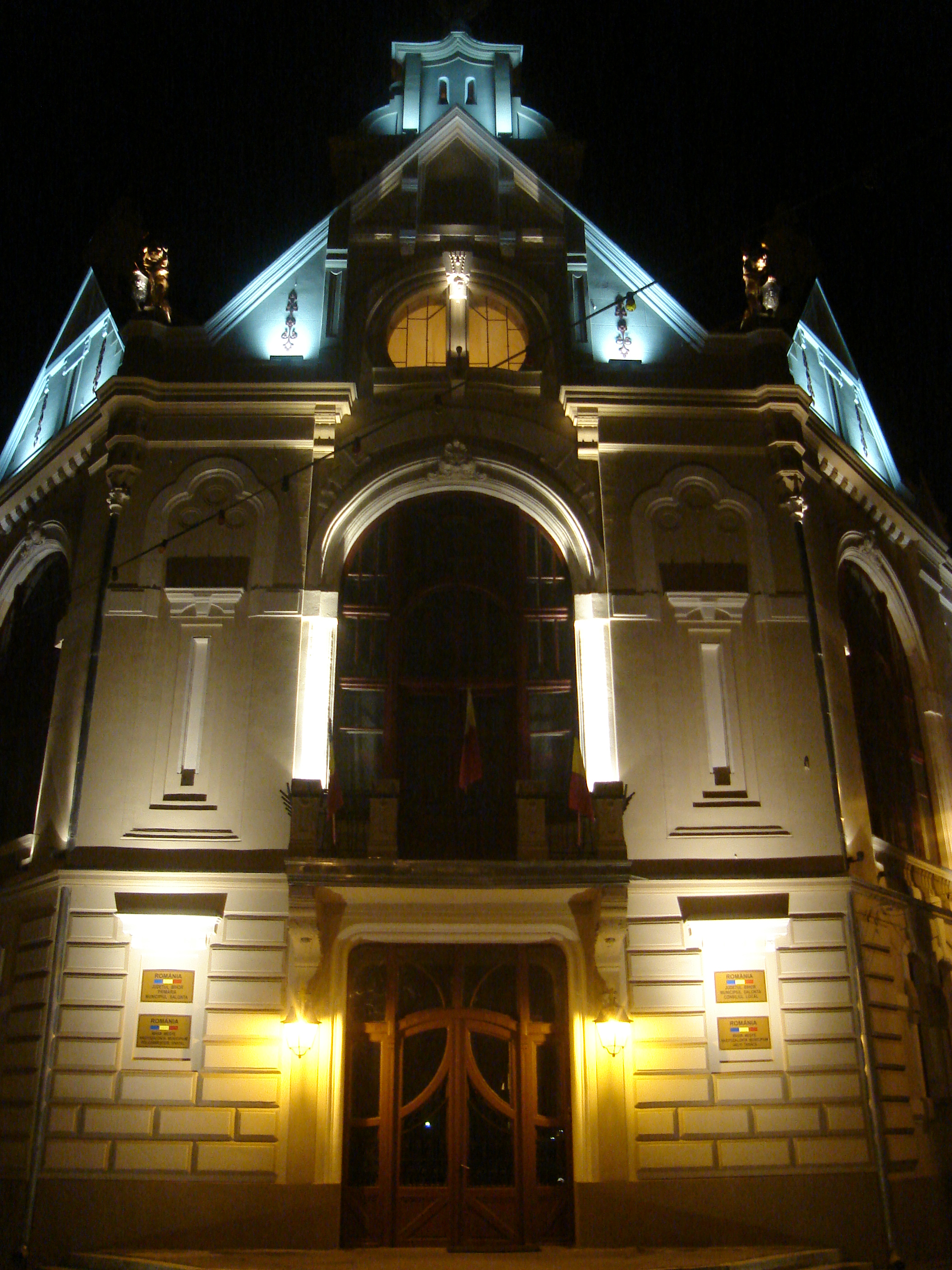
Primăria noaptea
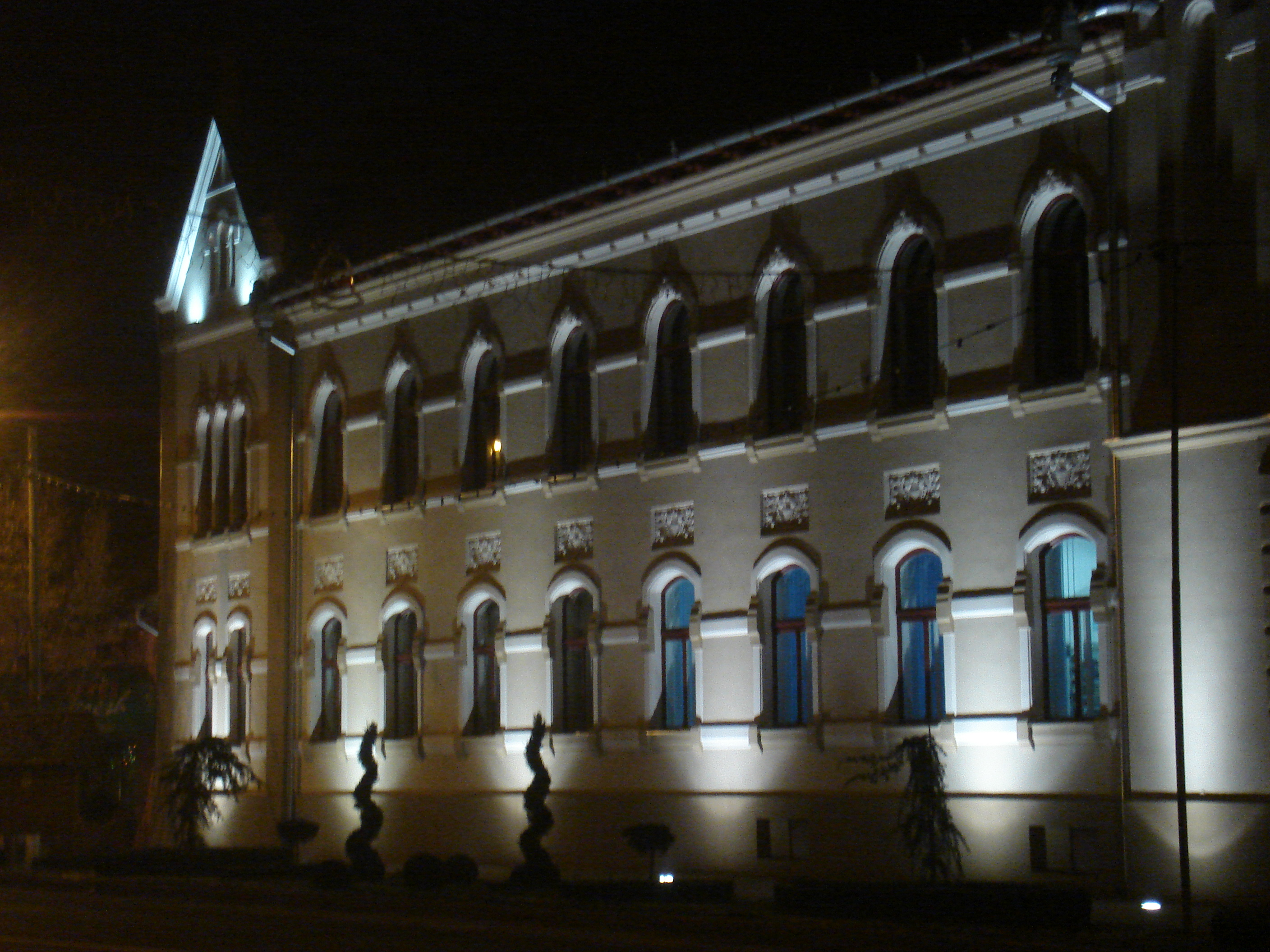
Primăria noaptea
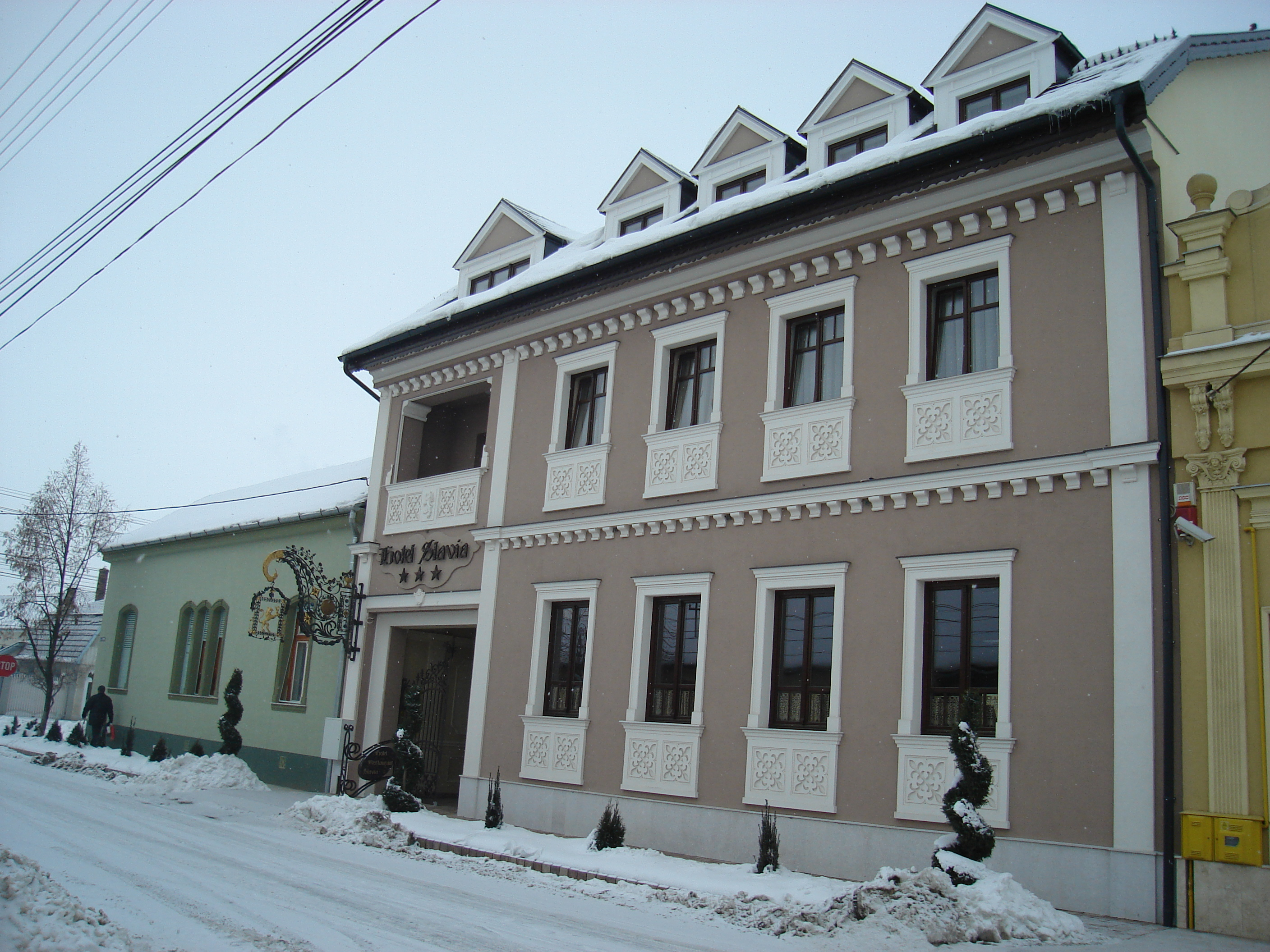
Hotelul de lângă consulat
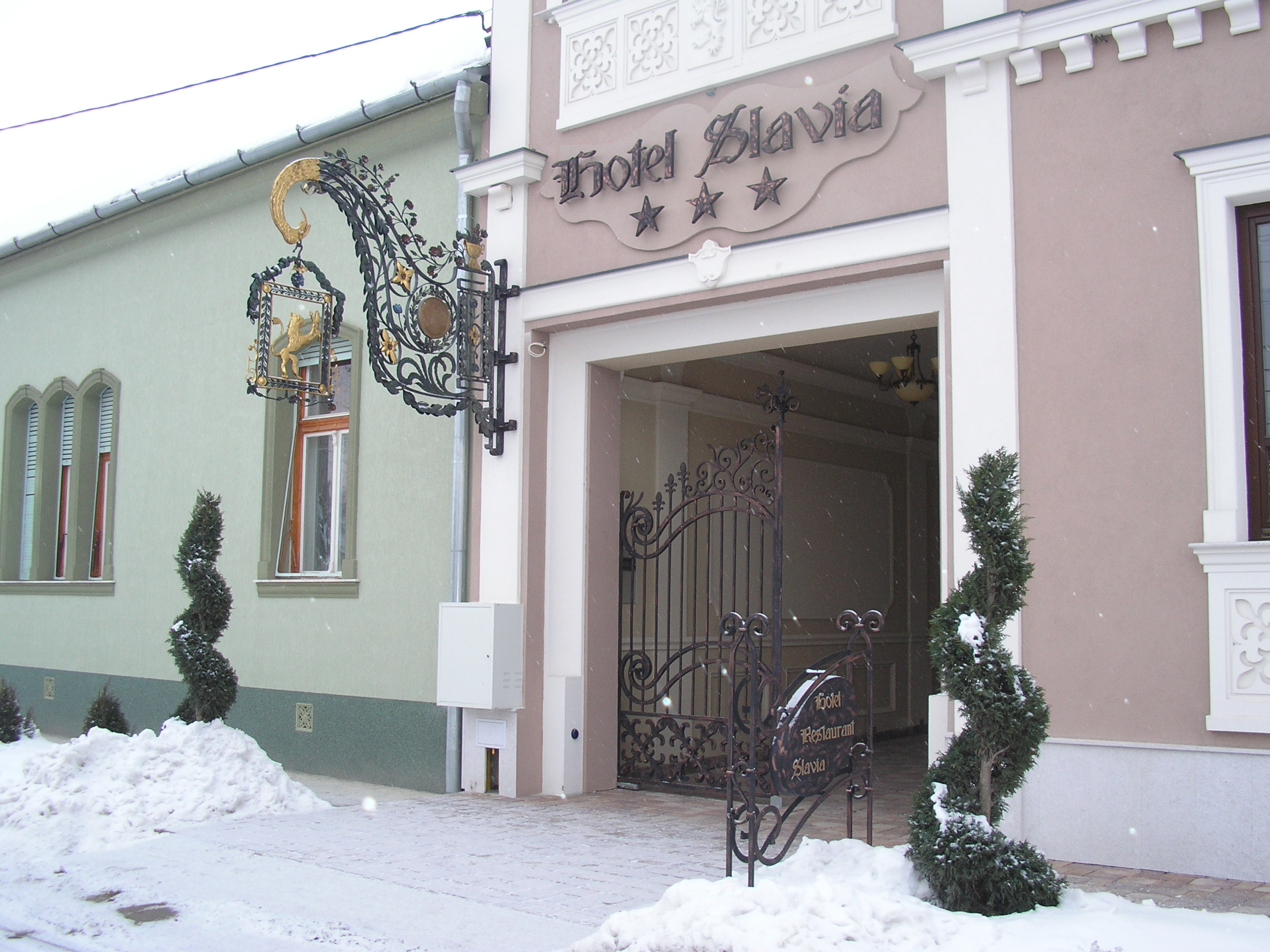
Intrarea hotelului
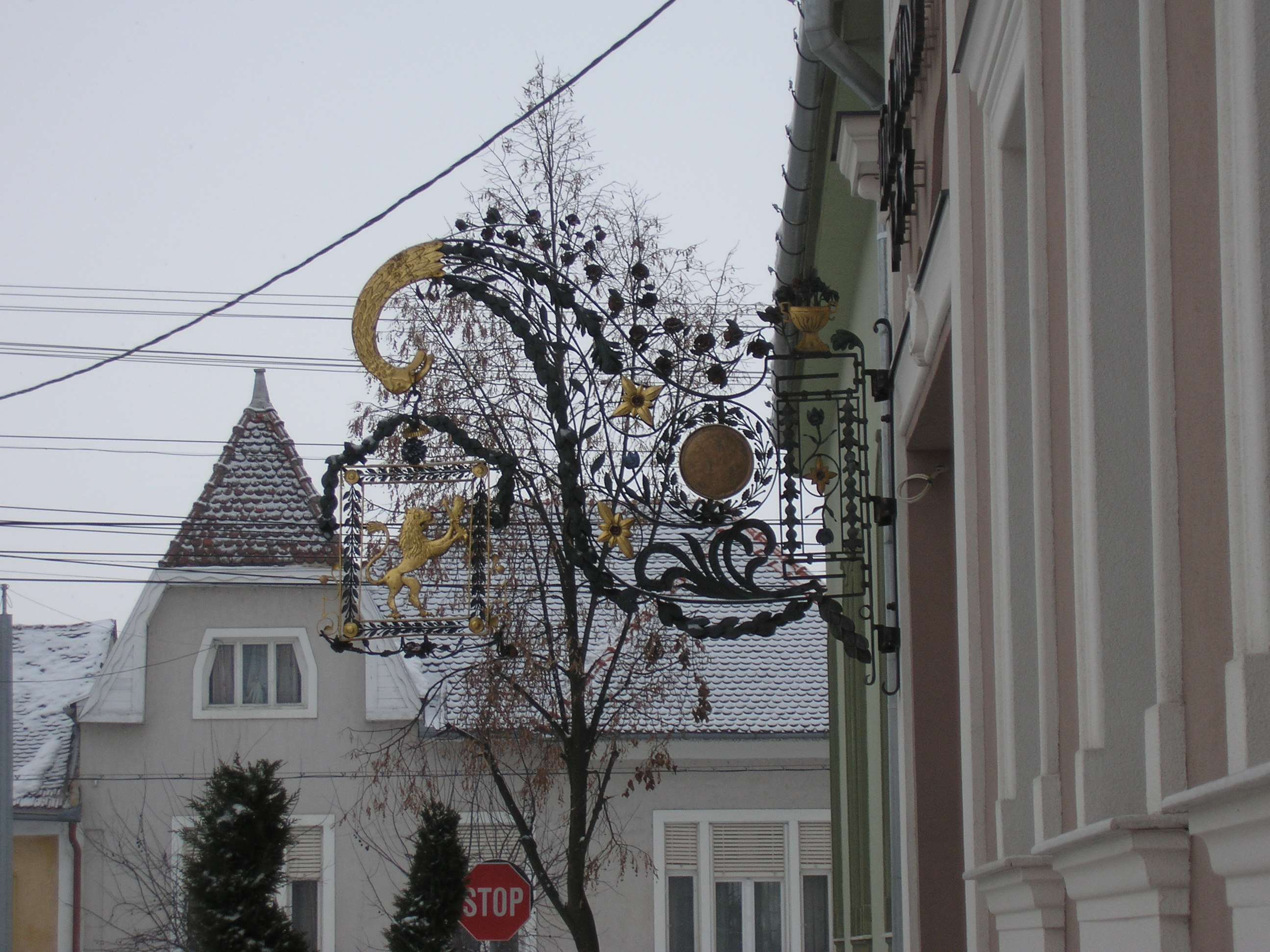
Blazonul hotelului
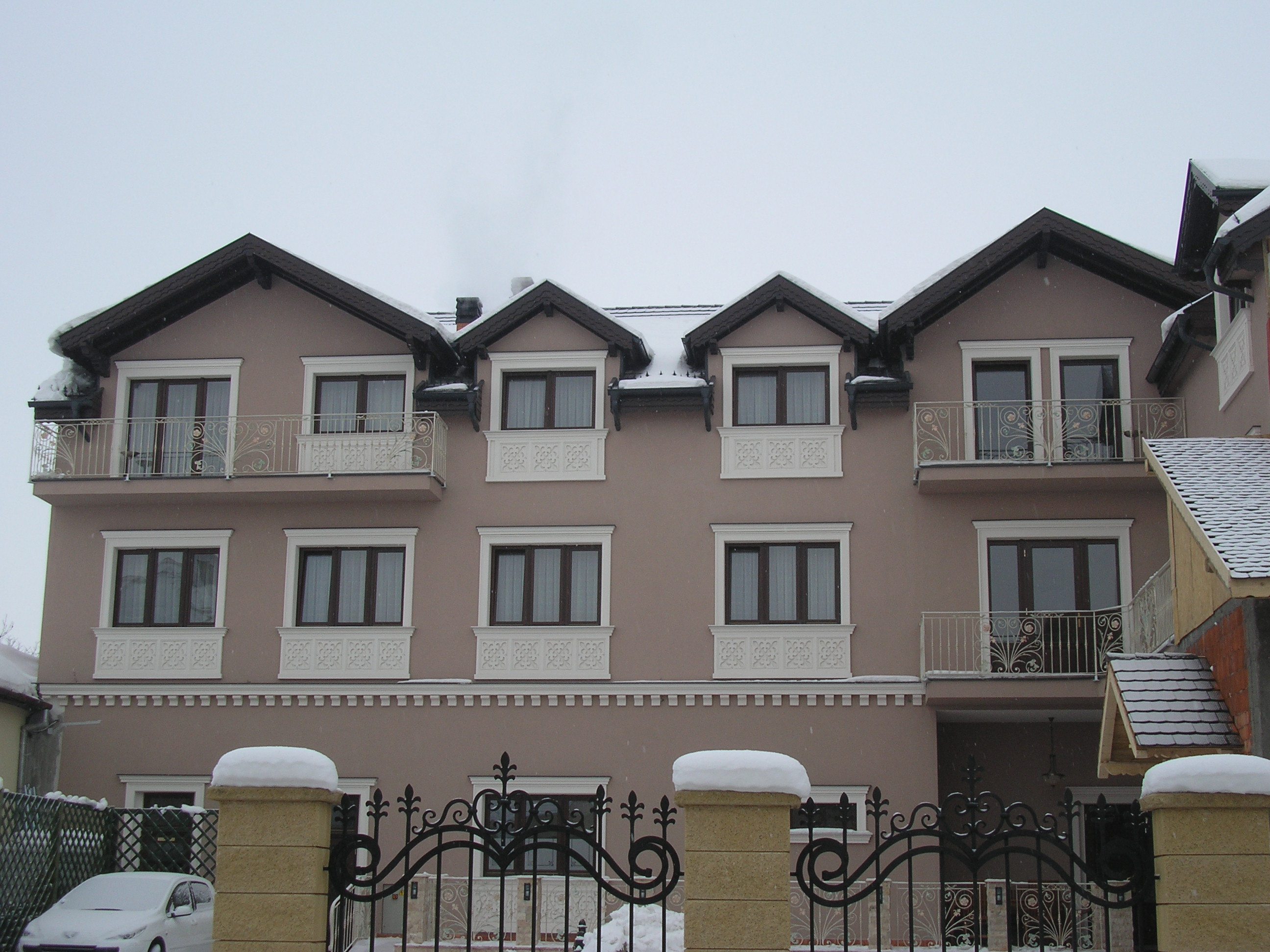
Hotelul privit din cealaltă stradă
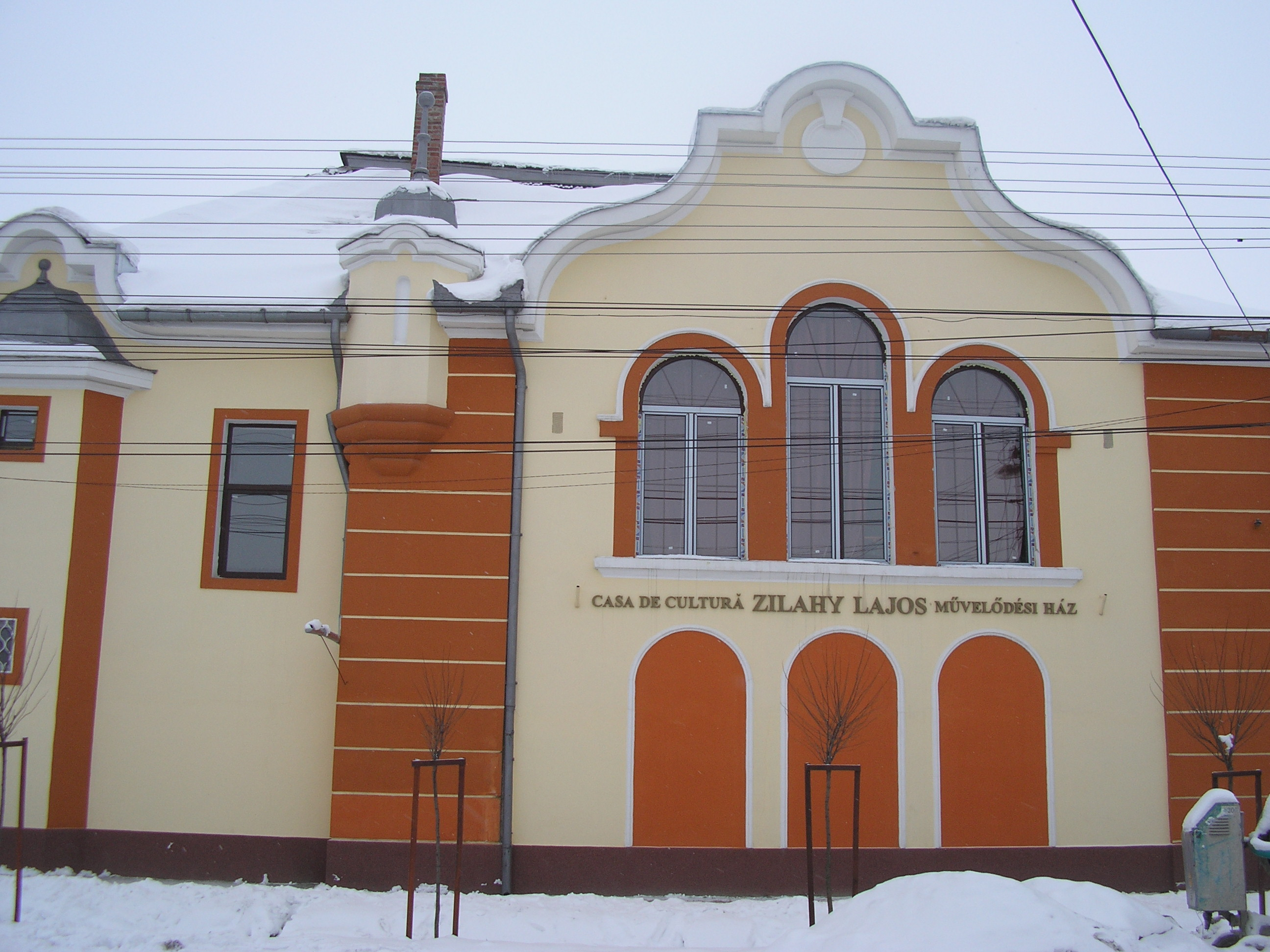
Casa de Cultură
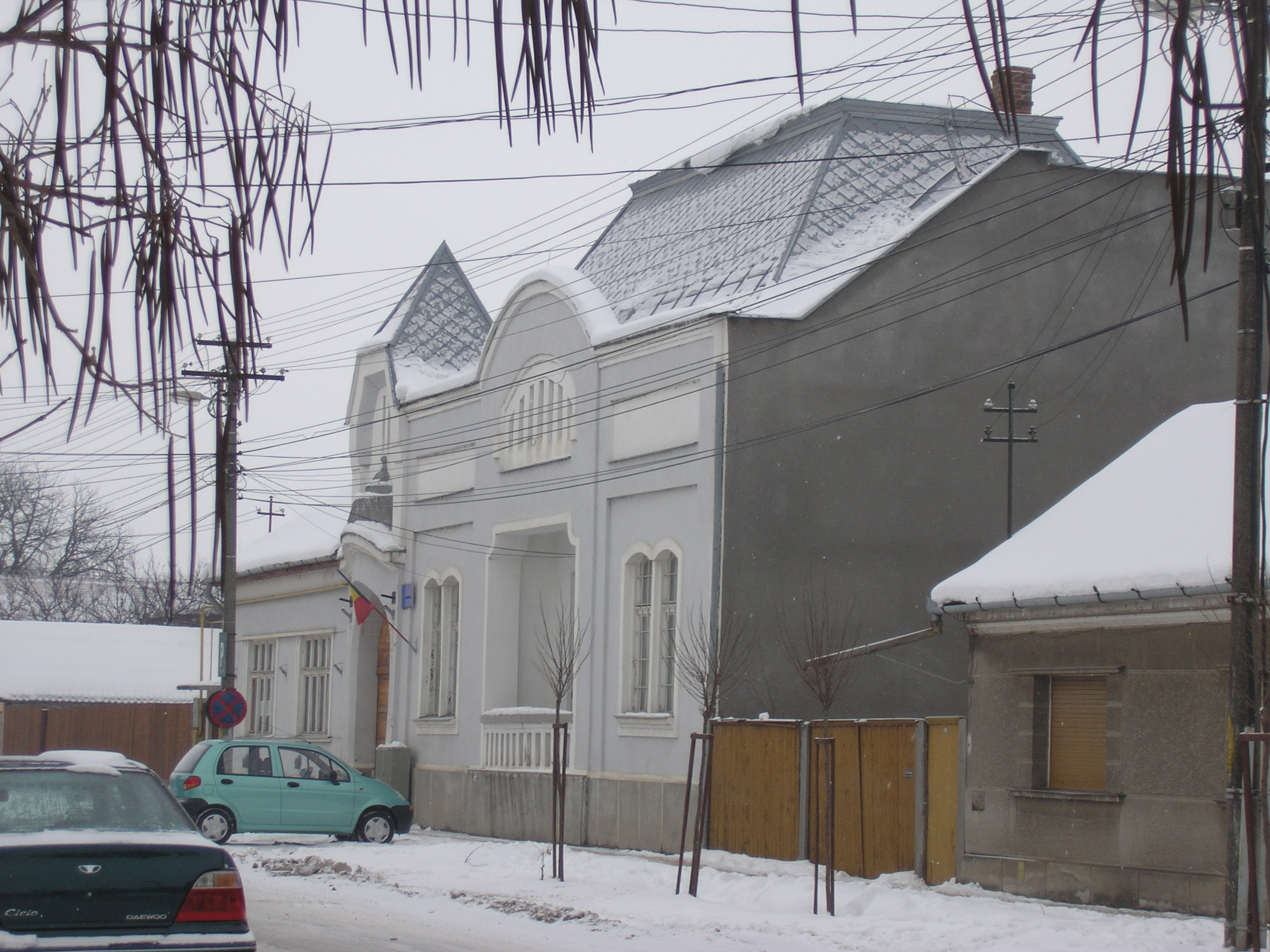
Judecătoria

## Politică și administrație
Municipiul Salonta este administrat de un primar și un consiliu local compus din 17 consilieri. Primarul, László Török[*], de la Uniunea Democrată Maghiară din România, este în funcție din 2004. Începând cu alegerile locale din 2024, consiliul local are următoarea componență pe partide politice:
|  | Partid                                 | Consilieri | Componența Consiliului | Componența Consiliului | Componența Consiliului | Componența Consiliului | Componența Consiliului | Componența Consiliului | Componența Consiliului | Componența Consiliului | Componența Consiliului | Componența Consiliului | Componența Consiliului | Componența Consiliului |
|  | -------------------------------------- | ---------- | ---------------------- | ---------------------- | ---------------------- | ---------------------- | ---------------------- | ---------------------- | ---------------------- | ---------------------- | ---------------------- | ---------------------- | ---------------------- | ---------------------- |
|  | Uniunea Democrată Maghiară din România | 12         |                        |                        |                        |                        |                        |                        |                        |                        |                        |                        |                        |                        |
|  | Partidul Național Liberal              | 3          |                        |                        |                        |                        |                        |                        |                        |                        |                        |                        |                        |                        |
|  | Uniunea Salvați România                | 1          |                        |                        |                        |                        |                        |                        |                        |                        |                        |                        |                        |                        |
|  | Partidul Social Democrat               | 1          |                        |                        |                        |                        |                        |                        |                        |                        |                        |                        |                        |                        |

### Orașe înfrățite
- Csepel, Hajdúböszörmény, Nagykőrös, Sarkad și Túrkeve din Ungaria
- Rimavská Sobota, din Slovacia

## Personalități
- La Salonta s-a născut, în anul 1817, poetul maghiar János Arany. Lângă Salonta, în comuna Mădăras s-a născut scriitorul Teodor Neș.
- Eugen Rozvan (1878-1938), avocat și istoric marxist
- Lajos Zilahy (1891-1976), scriitor maghiar
- Tot la Salonta s-a născut și a copilărit regizorul contemporan Marian Crișan, cel care a câștigat premiul Palm d'Or pentru scurtmetraj la cea de-a LXI-a ediție a Festivalului de film de la Cannes, pentru producția "Megatron". Acțiunea primului său lungmetraj, Morgen, se petrece la Salonta.
- Alexandru Moghioroș (1911-1969), demnitar comunist
- György Kulin (1905-1989), astronom
- László Székely (1877-1934), arhitect
- Alexandru Czégé (1932-1998), demnitar comunist
- Vasile Sorean (1967 - ), antrenor și cetățean de onoare al municipiului Salonta din anul 2017
- Georgel BOBIȘ, campion european și vicecampion mondial la futnet (tenis cu piciorul)
- Dorin Mihuț (n. 1982), fotbalist;
- Sergiu Oltean (n. 1987), fotbalist;
- Gabriel Buta (n. 2002), fotbalist.